# Mississippi államban történt légi közlekedési balesetek listája
A Mississippi államban történt légi közlekedési balesetek listája mind a halálos áldozattal járó, mind pedig a kisebb balesetek, meghibásodások miatt történt, gyakran csak az adott légiforgalmi járművet érintő baleseteket is tartalmazza évenkénti bontásban.

## Mississippi államban történt légi közlekedési balesetek

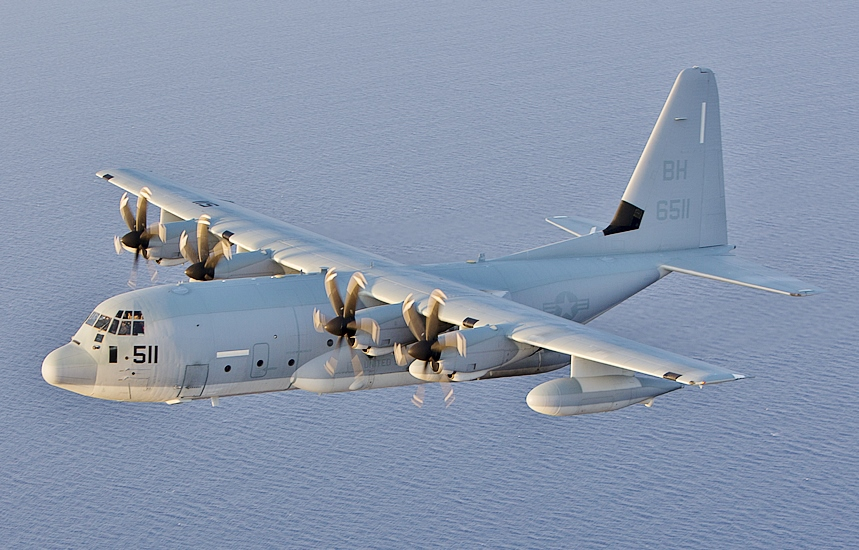
Az Amerikai Egyesült Államok Tengerészgyalogságának egyik KC-130-as típusú szállítórepülőgépe

### 2017
- 2017. július 10. Itta Bena közelében, Leflore megye, Mississippi állam.[1] Az Amerikai Egyesült Államok Tengerészgyalogságának Lockheed Martin KC–130-as típusú üzemanyagszállító katonai repülőgépe zuhant le egy szójaültetvényen. A tragédiában 16 fő vesztette életét, akik mindannyian a repülőgépen utaztak.[2][3]

### 2018
- 2018. május 23., a Columbus Légibázis közelében, Columbus városától 14,4 kilométernyire északra. Az Amerikai Egyesült Államok Légierejének Northrop T–38C Talon II típusú kiképző repülőgépe lezuhant. A gép kétfős személyzete katapultált és könnyebb sérülésekkel megúszta a balesetet.[4]